# Ossigeno disciolto
L'ossigeno disciolto, solitamente abbreviato OD, è un parametro chimico utilizzato per caratterizzare l'idoneità alla vita, per esseri viventi che utilizzano l'ossigeno, come per esempio i pesci, e il livello di inquinamento di un sistema idrico. 

## Fattori che influenzano l'ossigeno disciolto
L'eutrofizzazione e l'instaurarsi di taluni equilibri redox sono tra le principali cause di una diminuzione dell'ossigeno disciolto, il quale nei casi più critici può arrivare ad assumere i valori tipici dell'ipossia (O2 disciolto compreso tra 3 e 1 mg/L) o dell'anossia (concentrazione di O2 disciolto minore di 1 mg/L) incompatibili con la vita acquatica. 
La solubilità dell'ossigeno dipende da diversi fattori, tra i quali particolarmente degni di nota sono la legge di Henry, la salinità e la temperatura. Alla temperatura di 20 °C e a pressione atmosferica, una concentrazione di ossigeno nell'acqua dolce pari a 9,17 mg/L corrisponde al 100% di saturazione; valori inferiori al 75% sono indizio di inquinamento. A temperature più alte, la massima concentrazione possibile diminuisce. 
La presenza di sali e la temperatura sono parametri da tenere in considerazione quando si ha a che fare con corpi idrici naturali, nei quali la concentrazione di ossigeno è regolata dalla legge di Streeter e Phelps.

## Misura dell'ossigeno disciolto
Il classico metodo analitico per la determinazione dell'ossigeno disciolto è il metodo di Winkler, che consiste in una riduzione dell'O2 con Mn2+ in ambiente basico e successiva titolazione iodometrica del prodotto ottenuto.
Altri metodi sfruttati sono quello polarografico e quello gasvolumetrico; quest'ultimo consente anche la contemporanea determinazione dell'azoto e dell'anidride carbonica, utilizzando un apparecchio chiamato azotometro.
Un metodo strumentale attuabile in situ è quello che utilizza il sensore di Clark, basato su una membrana gas permeabile che permette di effettuare una misurazione amperometrica.